# Alexandre-Éloy Legros
Pour les articles homonymes, voir Legros.
Alexandre Éloy Legros (parfois écrit Alexandre Éloi Legros ou encore Alexandre Éloy Le Gros), né le 7 avril 1812 à Rouen et mort le 10 octobre 1889 à Dieppe, en France, est un industriel français et homme politique normand qui fut maire de Dieppe au début de la Troisième République.

## Biographie
Alexandre Éloy Legros nait le 7 avril 1812 à Rouen au sein d'une famille aisée de fabricants de « rouenneries », toiles de coton peintes typiques de la ville. La famille déménage en 1831 à Dieppe et s'installe dans le quartier du Pollet, non loin du domicile de l'artiste Pierre Adrien Graillon.
Jeune adulte, Alexandre est commissaire-payeur des travaux du port pour une importante entreprise de travaux publics[réf. nécessaire] et est chargé du contrôle des travaux de réfection en cours. C'est dans ce cadre que les Ponts et chaussées le chargent de la construction des murs de quais ainsi que de divers autres travaux sur les estacades et les jetées. Seulement, il lui est difficile de s'approvisionner en briques car les usines sont éloignées et le transport est par conséquent coûteux. Cette situation ne le désespère pas et, en 1839, il décide de monter sa propre briqueterie provisoire, le temps de réaliser les travaux. Il trouve un gisement de craie et de glaise dans le hameau dieppois de Caude-Côte qui lui permet de fabriquer des briques de qualité. La construction de l'établissement débute en 1841 sur d'importants terrains qu'il a achetés dans le quartier de Janval.
Alexandre n'imagine pas faire perdurer cette activité mais, la demande étant là, il finit par se consacrer totalement à son entreprise. En 1842, il part s'installer à Eu où il reste jusqu'en 1848, date à laquelle il revient à Dieppe. Une fois les travaux du port terminés, il se diversifie en ajoutant les tuyaux, les pots de fleurs et d'autres produits céramiques à sa production. Le succès est au rendez-vous et, le 15 juin 1859, Alexandre Legros est récompensé d'une médaille de vermeil à l'exposition régionale des produits de l'industrie organisée par la Société libre d'émulation, du commerce et de l'industrie de Seine-Inférieure. En 1855, l'usine atteint son rythme de croisière et emploie 200 ouvriers pour entre 5 et 6 millions de pièces produites par an.
Alexandre Legros est élu président du tribunal de commerce de la ville en 1856, charge à laquelle il est réélu en 1861 et 1869. Il est fait chevalier de la Légion d'honneur le 16 août 1862, date à laquelle est il aussi adjoint au maire de Dieppe.
Le 24 mai 1871, il est élu maire de Dieppe par le conseil municipal en remplacement de David Lanel, parti siéger à la nouvelle Assemblée nationale. Il est maire de Dieppe de 1871 à 1879 et, pendant son mandat, il met en place une politique de travaux publics avec la construction d'un brise-lames sur la jetée ouest du port, la pavage des rues, la construction d'aqueducs ou encore la réfection du casino. Le 21 février 1875, son fils cadet Alexandre Jean Baptiste, lieutenant de vaisseau dans la Marine nationale, meurt soudainement à Brest alors qu'il est instructeur à bord du navire-école Borda.
En 1887, un cimetière gaulois est découvert dans l'enceinte de la briqueterie, qui révèle de nombreux vases, poteries et urnes funéraires.
Alexandre Legros meurt le 10 octobre 1889 à Dieppe. La briqueterie est reprise par son fils aîné Félix.

### Famille et vie privée
Il épouse le 7 septembre 1839, à l'âge de 27 ans, Célinie Trasile Degrège (1821-1899), de près de 10 ans sa cadette. De cette union naissent sept enfants :
- Félix Legros (1840-1903), qui reprend la briqueterie familiale et qui épouse Blanche Bautier, fille de l'ancien maire de Dieppe Alexandre Bautier ;
- Alexandre Jean Baptiste Legros (1842-1875) : lieutenant de vaisseau dans la Marine nationale, chevalier de la Légion d'honneur et officier de l'ordre du Médjidié[5] ;
- Célinie Marie Esther Legros (1843-1884) ; morte dans l'incendie du domicile conjugal à Marseille, son époux, Émile Allard, venait d'y être nommé courtier maritime[6] ;
- Hélène Legros (1844-1931) ;
- Alfred Legros (1845-1892) ;
- Jeanne Legros (1848-1909) ;
- Flore Alexandrine Émile Legros (1859-1935).

## Hommage
Le 11 avril 1953, le « chemin de la briqueterie » où se trouvait l'établissement dans le quartier de Janval, est renommé « rue Alexandre-Legros ».